# Quincy Downing
Quincy Downing (ur. 16 stycznia 1993) – amerykański lekkoatleta.
Odpadł w eliminacjach biegu na 800 metrów podczas mistrzostw świata juniorów młodszych w 2009. Mistrz świata juniorów w sztafecie 4 x 400 metrów z 2012 roku. 
Rekordy życiowe: bieg na 400 metrów (hala) – 46,13 (14 marca 2015, Fayetteville); bieg na 400 metrów (stadion) – 45,70 (2 maja 2015, Baton Rouge); bieg na 400 metrów przez płotki – 48,13 (10 czerwca 2017, Kingston). 
Medalista mistrzostw NCAA.